# Башлики
Башлики́ — село в Україні, у Луцькому районі Волинської області. Входить до складу Цуманської селищної громади. Населення становить 1369 осіб.
19 липня 2020 року, в результаті адміністративно-територіальної реформи та ліквідації Ківерцівського району, село увійшло до складу Луцького району.

## Географія
Біля села розташована гідрологічна пам'ятка природи — «Путилівка». Селом протікає річка Путилівка.

## Населення
Згідно з переписом УРСР 1989 року чисельність наявного населення села становила 883 особи, з яких 440 чоловіків та 443 жінки.
За переписом населення України 2001 року в селі мешкало 996 осіб.

### Мова
Розподіл населення за рідною мовою за даними перепису 2001 року:
| Мова       | Відсоток |
| ---------- | -------- |
| українська | 99,70 %  |
| російська  | 0,30 %   |

## Церква
- Свято-Георгіївський храм Української Православної Церкви
- Церква Християн Віри Євангельської.